# Trilophosaurus
 Trilophosaurus  war ein zwei bis drei Meter langes diapsides Reptil, das in der Trias im westlichen Nordamerika lebte. Charakteristisch für das Tier ist sein kleiner  aber massiv gebauter 10 bis 15 Zentimeter langer Schädel, dem das untere Schädelfenster fehlt. Die nach oben weisenden oberen Schädelfenster lagen nahe zusammen und werden durch einen hohen Knochenkamm getrennt. Trilophosaurus hatte ein zahnloses Prämaxillare, die gegenüberliegende Spitze des Unterkiefers war ebenfalls zahnlos. Wahrscheinlich waren beide Kieferenden mit einem Hornschnabel versehen. Die Backenzähne waren quer zur Körperlängsachse verbreitert und mit scharfen Scherflächen versehen. Der Bau des Schädels hatte wohl den Zweck kräftigen Kieferadduktoren Halt zu geben; eine Anpassung an harte Pflanzennahrung.
Das übrige Skelett von Trilophosaurus entsprach mit den mit langen  Querfortsätzen versehenen Wirbeln und mit der Form des Darmbeins (Ilium) im Becken weitgehend dem der anderen primitiven Archosaurierverwandten. Mit wenigen anderen, weit weniger gut erforschten Gattungen, bildet Trilophosaurus die Familie Trilophosauridae.